# Coleophora dubiella
Coleophora dubiella is een vlinder uit de familie kokermotten (Coleophoridae). De wetenschappelijke naam is voor het eerst geldig gepubliceerd in 1888 door Baker.
De soort komt voor in Europa.